# Biểu tình Ả Rập Xê Út 2011–2012
Biểu tình Ả Rập Saudi 2011 chịu ảnh hưởng từ Biểu tình tại Trung Đông và Bắc Phi 2010–2011, diễn ra tại Ả Rập Saudi đầu năm 2011. Vào ngày 29 tháng 1, hàng trăm người đã biểu tình tại Jeddah và một chiến dịch trực tuyến nhắm đến việc thay đổi chính trị và kinh tế đã khởi động. Bốn mươi phụ nữ biểu tình ngày 5 tháng 2 kêu gọi thả những tù nhân bị giam giữ mà không được xét xử.
Cuộc biểu tình trên cùng biểu tình Libya 2011 đã góp phần làm giá dầu tăng vào ngày 21 tháng 2 năm 2011.